# Bleeding Heart (album)
Albums de Jimi Hendrix
The Ultimate Experience
(1992) Jimi Hendrix : Woodstock
(1994)
Bleeding Heart est un album live et posthume de Jimi Hendrix sorti officiellement en 1994 par le label Castle Communications. Il s'agit d'une jam session d'Hendrix au club The Scene club, 301 West 46th Street, New York en mars 1968, accompagné au chant et à l'harmonica par Jim Morrison qui improvisait des paroles à connotation sexuelle et montrant des signes d'ébriété.
Bleeding Heart a fait l'objet de nombreux bootlegs non officiels sous le nom de High, Live 'n Dirty (1978), Woke Up This Morning and Found Myself Dead (1980), Sunshine of Your Love (1999), Sky High, Live at the Scene Club (1986), Red House (1999), New York Sessions et Tomorrow Never Knows (1991).

## Titres
Toutes les chansons sont écrites et composées par Jimi Hendrix, sauf indication contraire..
| No | Titre                                                        | Durée |
| -- | ------------------------------------------------------------ | ----- |
| 1. | Red House                                                    | 10:57 |
| 2. | Woke Up This Morning and Found Myself Dead                   | 8:05  |
| 3. | Bleeding Heart (Elmore James)                                | 12:29 |
| 4. | Morrison's Lament (Jim Morrison)                             | 3:30  |
| 5. | Tomorrow Never Knows (John Lennon, Paul McCartney)           | 5:11  |
| 6. | Uranus Rock                                                  | 3:11  |
| 7. | Outside Woman Blues (Blind Joe Reynolds)                     | 8:03  |
| 8. | Sunshine of Your Love (Jack Bruce, Eric Clapton, Pete Brown) | 2:16  |

## Musiciens
Outre Hendrix et Morrison, les autres participants aux bœufs sont des membres des Mc Coys, (les bassistes 
Randy Jo Hobbs et Harvey Brooks ainsi que les batteurs Randy Zehringer, le frère de Rick Derringer) et Buddy Miles. Plusieurs albums listent Johnny Winter, qui a parfois joué avec Hendrix, en tant que second guitariste même s'il a toujours nié avec rencontré ou joué avec Jim Morrisson et avoir été à New York à l'époque. Rick Derringer (membre des McCoys) a aussi parfois été suggéré comme étant l'autre guitariste. L'harmoniciste n'est pas clairement identifié car Morrison chante pendant que l’harmonica joue, ce qui suggère un 6e participant.
Néanmoins, selon Discogs.com les musiciens sont :
- Basse – Randy Hubbs et Harvey Brooks
- Batterie – Randy Z (titres 1 à 4),Buddy Miles (titres 5 à 8)
- Guitare, chant, enregistrement – Jimi Hendrix
- Guitare rythmique – Johnny Winter
- Chant, harmonica – Jim Morrison (titres 3 à 6)